# Спасење
Спасење (грч. σωτηρια soteria - спасење, ослобођење; стсл. съпасєниѥ) је, према хришћанској теологији, чин којим Бог поново човека доводи у стање заједништва са собом.
Према хришћанском учењу, након првобитног греха Адама и Еве, њихово потомство је пало у ропство греха. Из љубави према човеку, Бог је послао свог сина Исуса да оваплоћењем, смрћу и васкрсењем донесе спасење људима, због чега је назван Спаситељ, Христос, и да поново успостави човеков савез са Богом, који је грехом био нарушен. Спасење такође одговара искупљењу јер је Христос преузео грехе на себе да би искупио човечанство.
"У томе је љубав, не што ми заволесмо Бога, него што Он заволе нас, и посла Сина свога, као жртву помирења за грехе наше".